# 6-脱氧巴西红厚壳素
6-脱氧巴西红厚壳素是一种天然呫吨酮类化合物，分子式C18H14O5，存在于多种植物中。